# Evangelische Kirche (Westuffeln)

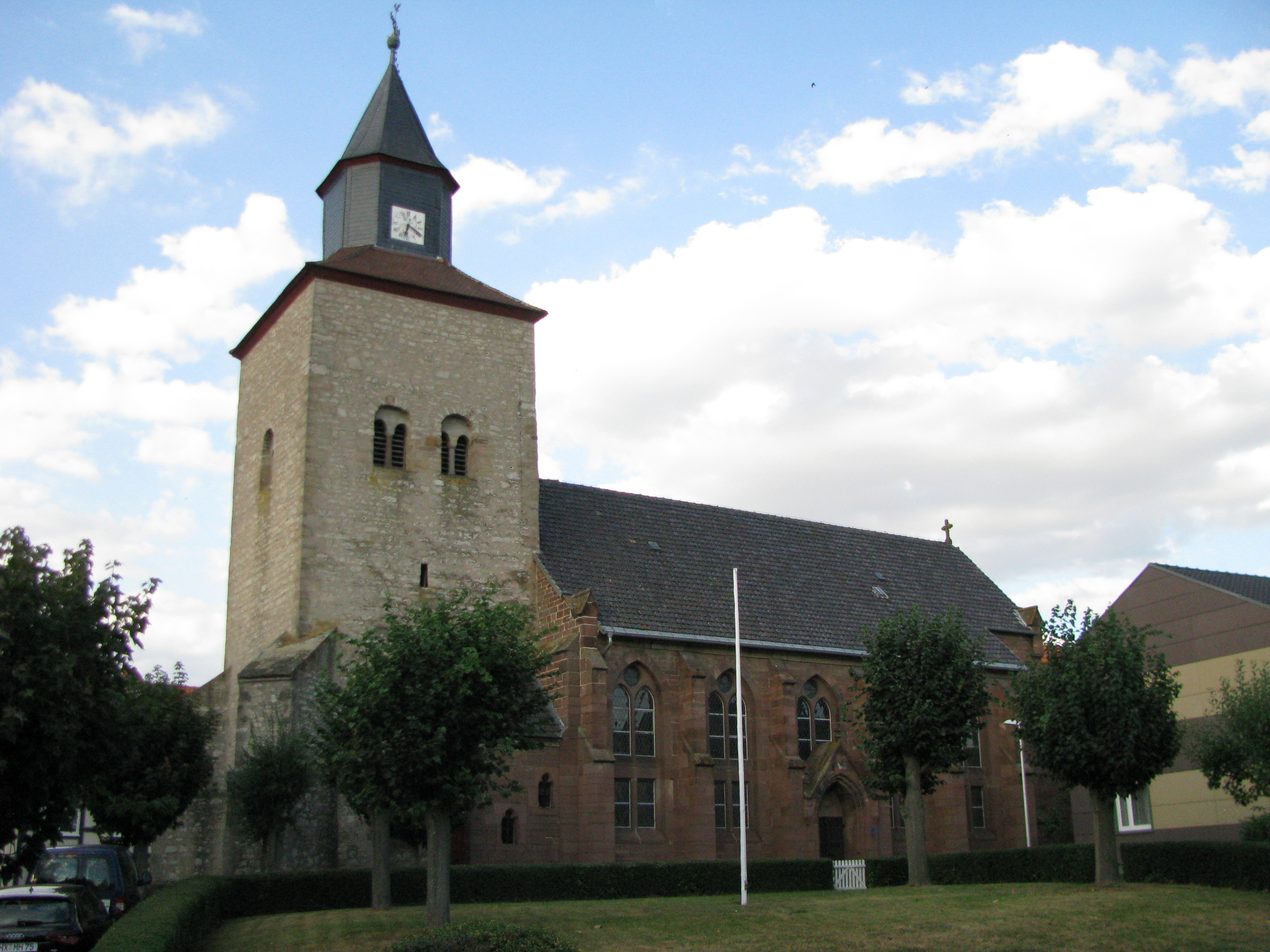
Evangelische Kirche in Westuffeln

Die Evangelische Kirche Westuffeln ist ein denkmalgeschütztes Kirchengebäude, das in Westuffeln steht, einem Ortsteil der Gemeinde Calden im Landkreis Kassel in Hessen. Die Kirche gehört zur Kirchengemeinde Obermeiser-Westuffeln im Kirchenkreis Hofgeismar-Wolfhagen im Sprengel Kassel der Evangelischen Kirche von Kurhessen-Waldeck.

## Beschreibung
Der romanische Kirchturm aus Bruchsteinen mit Stützpfeilern im Westen stammt aus dem 12. Jahrhundert. Er gehörte ursprünglich zu einer Wehrkirche, wie an den Schießscharten zu erkennen ist. In den Turm wurden Biforien als Klangarkaden eingebrochen, hinter denen sich der Glockenstuhl befindet. Der Turm erhält 1792 einen achteckigen schiefergedeckten Aufsatz, der die Turmuhr beherbergt. Darauf sitzt ein Zeltdach. Am 18. März 1883 wurde das neugotische Kirchenschiff und der querrechteckige, eingezogene Chor aus Quadermauerwerk, deren Wände durch Strebepfeilern gestützt werden, eingeweiht. Der Innenraum des Kirchenschiffs ist mit Zugankern versehen und mit einer Flachdecke unter den Dachbindern überspannt. Der Chor hat ein Kreuzrippengewölbe. Die Orgel mit 12 Registern wurde 1882–1884 von den Gebrüdern Euler gebaut. Das Taufbecken trägt die Jahreszahl 1624.